# Мозаика Северной Африки периода Римской империи
Мозаики времён Римской империи, сохранившиеся в Северной Африке, делятся на две группы: в одном массиве изображений присутствуют сугубо римские сюжеты без каких-либо отличительных черт, другой же массив предполагает уникальные тематические особенности. В мозаичном искусстве Северной Африки взаимодействовали две традиции: традиционная африканская культура до римского владычества и привнесенное на эту землю эллинистическое наследие. В современном искусствоведении предполагается, что у североафриканской мозаики было два основных источника — эллинистический Восток и римская Александрия. В первые века нашей эры к ним присоединилась христианская традиция, также оставившая огромный след в работах мозаичистов.
При создании мозаик мастера использовали большое количество выразительных средств: светотень, тонкие переходы из тона в тон, перспективное построение, знание пластической анатомии. Лучшие образцы мозаик похожи на картины — кажется, будто бы они написаны кистью, а не выложены из камня. Такой эффект достигался за счёт приёма укладки тессер небольшой величины.
Мозаика каждого североафриканского региона имеет свои отличительные особенности. Тунисская мозаика отличается использованием светлых, пастельных тонов и частым изображением морских существ. Колорит алжирских мозаик более темный и сдержанный, в нём преобладают красновато-коричневые тона. Мозаики региона Регия[уточнить] отличаются яркостью благодаря обилию красновато-розовых, зелёных и жёлтых тонов. Изобразительный репертуар мозаик Марокко более скуп, а рисунок схематичнее. Пропорции фигур здесь более приземистые, в их реализации иногда замечается определенная небрежность. Предполагается, что это может быть связано с тем, что мозаики Марокко наименьшим образом впитали в себя римские веяния, сохранив в себе преимущественно отсылки к искусству коренного африканского населения.
Одно из крупнейших в мире собраний античной мозаики находится в Тунисе, в Национальном музее Бардо.